# Cunninghamia konishii
Cunninghamia konishii é uma espécie de coníferas da família das Cupressaceae, nativa do sueste da  China, Taiwan, Laos e Vietname.

## Descrição
Cunninghamia konishii é uma árvore originária do centro e sul da China, Taiwan, Vietname e Laos. Apresenta uma grande capacidade para rebrotar da cepa. A madeira é considerada como de boa qualidade.
A espécie é monoica, podendo-se diferenciar o sexo de cada espécime observando os seus estróbilos.

## Taxonomia
Cunninghamia konishii foi descrita por Aylmer Bourke Lambert e colocada no género Cunninghamia por William Jackson Hooker e publicada em The Gardeners' Chronicle, ser. 3 43: 194. 1908.
Apesar de C. konishii ser geralmente tratada como ums espécie distinta, tem vindo a ser proposto que é conspecífica com Cunninghamia lanceolata var. konishii (Hayata) Fujita.
A espécie tem a seguinte sinonímia taxonómica:
- Cunninghamia kawakamii Hayata
- Cunninghamia lanceolata var. konishii (Hayata) Y.Fujita [6]